# بلبل أصفر اللغد
بلبل أصفر اللغد (الاسم العلمي: Pycnonotus urostictus) (بالإنجليزية: Yellow-wattled Bulbul)‏ هو نوع من الطيور يتبع جنس البلبل من فصيلة البلابل.